# Petrus de Goscalch
Petrus de Goscalch (fl. 1378-94) fou un compositor del cor papal d'Avinyó del qual només se'n conserva una composició, inclosa al Codex de Chantilly, anomenada En nul estat. Goscalch podria ser significant per la possibilitat que sigui l'autor de la tercera part del Tractat de Berkeley de 1375.